# Guêtre
Ne doit pas être confondu avec Jambière.
 (mars 2023).
Si vous disposez d'ouvrages ou d'articles de référence ou si vous connaissez des sites web de qualité traitant du thème abordé ici, merci de compléter l'article en donnant les références utiles à sa vérifiabilité et en les liant à la section « Notes et références ».

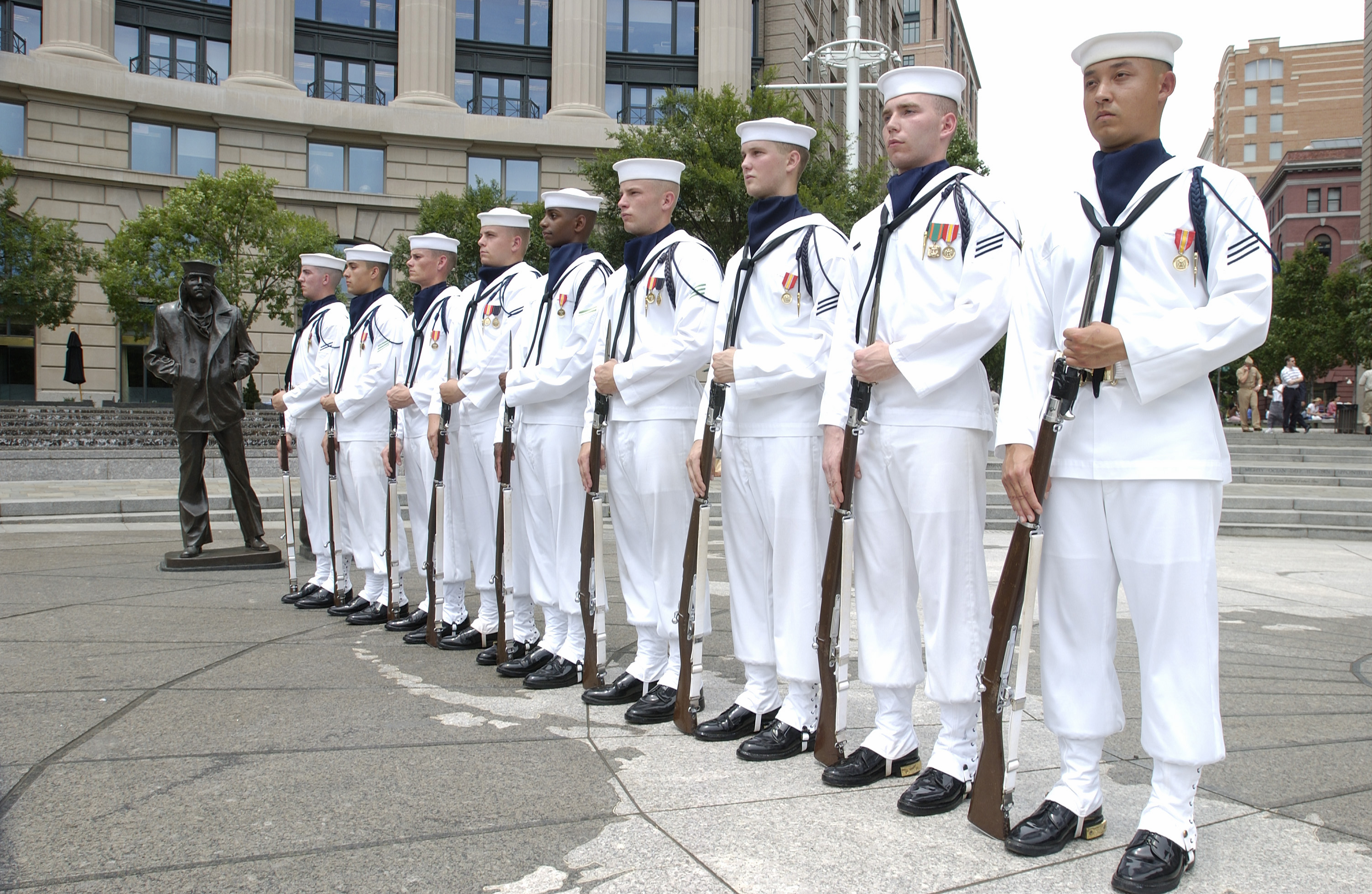
Guêtres blanches portées par des marins de l'US Navy lors d'une cérémonie.

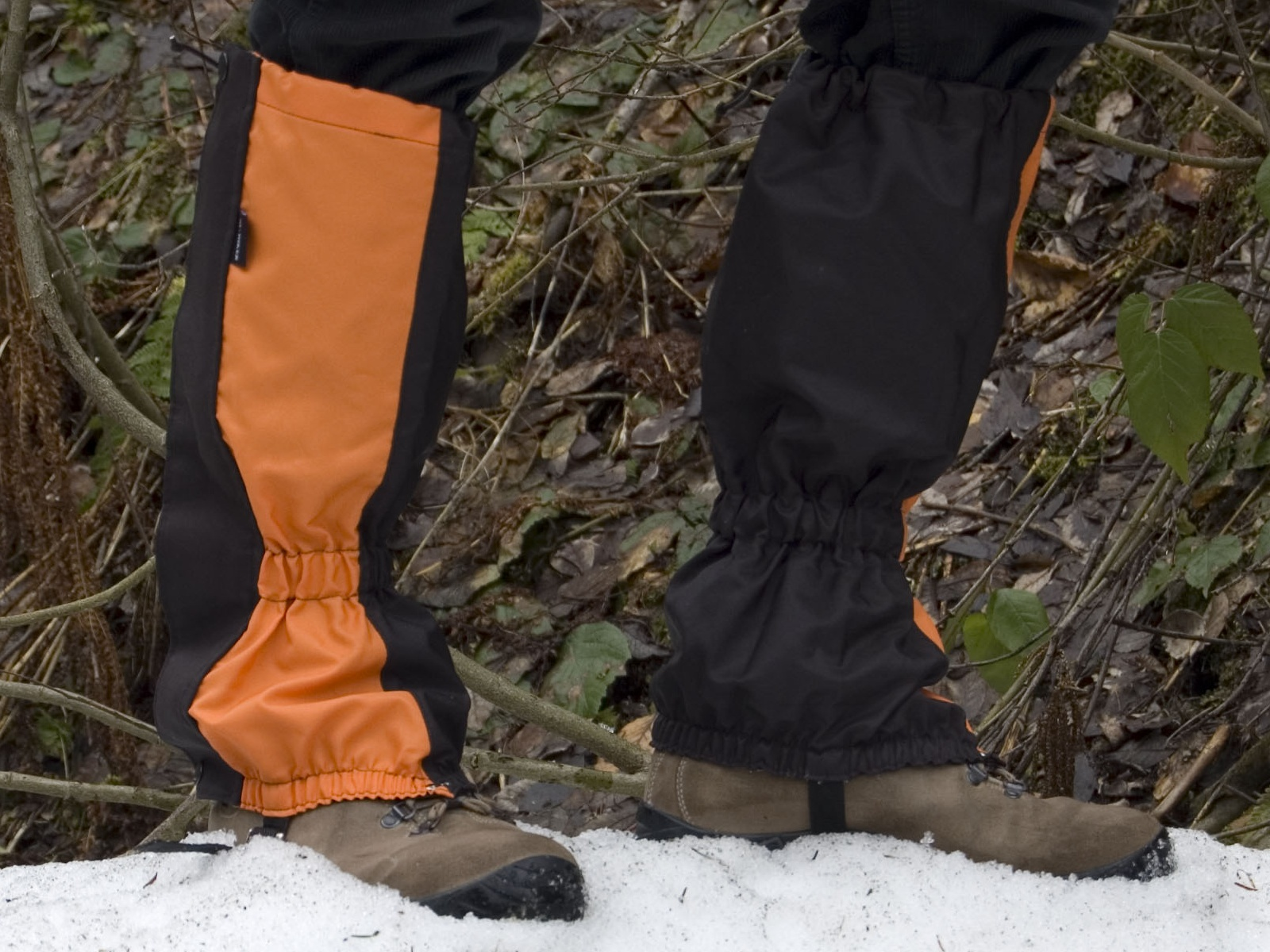
Guêtres de randonnée, protection neige.

La guêtre est une pièce servant à protéger la jambe d'une personne ou d'un cheval. Chez l'homme, elle a pour principale fonction la protection contre la boue et la saleté lors de randonnées ou d'activités extérieures. Chez le cheval, elle protège certaines parties du membre.
L'artisan qui les confectionne s'appelle le guêtrier.

## Équitation

### Utilité
Lorsqu'un cheval a de bons aplombs (jambes bien conformées) le port de protections n’est pas nécessaire, mais elles soutiennent néanmoins les articulations. Par contre, si les aplombs ne sont pas parfaits, le cheval peut se blesser lorsqu’il marche, trotte, galope, saute ou lorsqu’on lui demande d’exécuter des exercices sur plusieurs pistes (hanches en dedans, épaule en dedans...). Des guêtres sont aussi utiles pour faire de l'obstacle afin de protéger les tendons ou les boulets quand le cheval touche les barres.
Un cheval non ferré a peu de chances de se blesser gravement car la corne n’est pas suffisamment dure et coupante. Par contre, lorsque le cheval est ferré, il peut se faire de profondes entailles. Le plus souvent, les chevaux se blessent au niveau du canon, du boulet, du paturon ou de la couronne. Les chevaux de saut se blessent aussi parfois sous le ventre, si les antérieurs viennent le toucher lors de la phase ascendante ou le planer. Alors, il est possible d'utiliser une sangle bavette (plus large). Même si un cheval a de bons aplombs, on utilise souvent des guêtres à titre de prévention.

### Diversité de l'offre

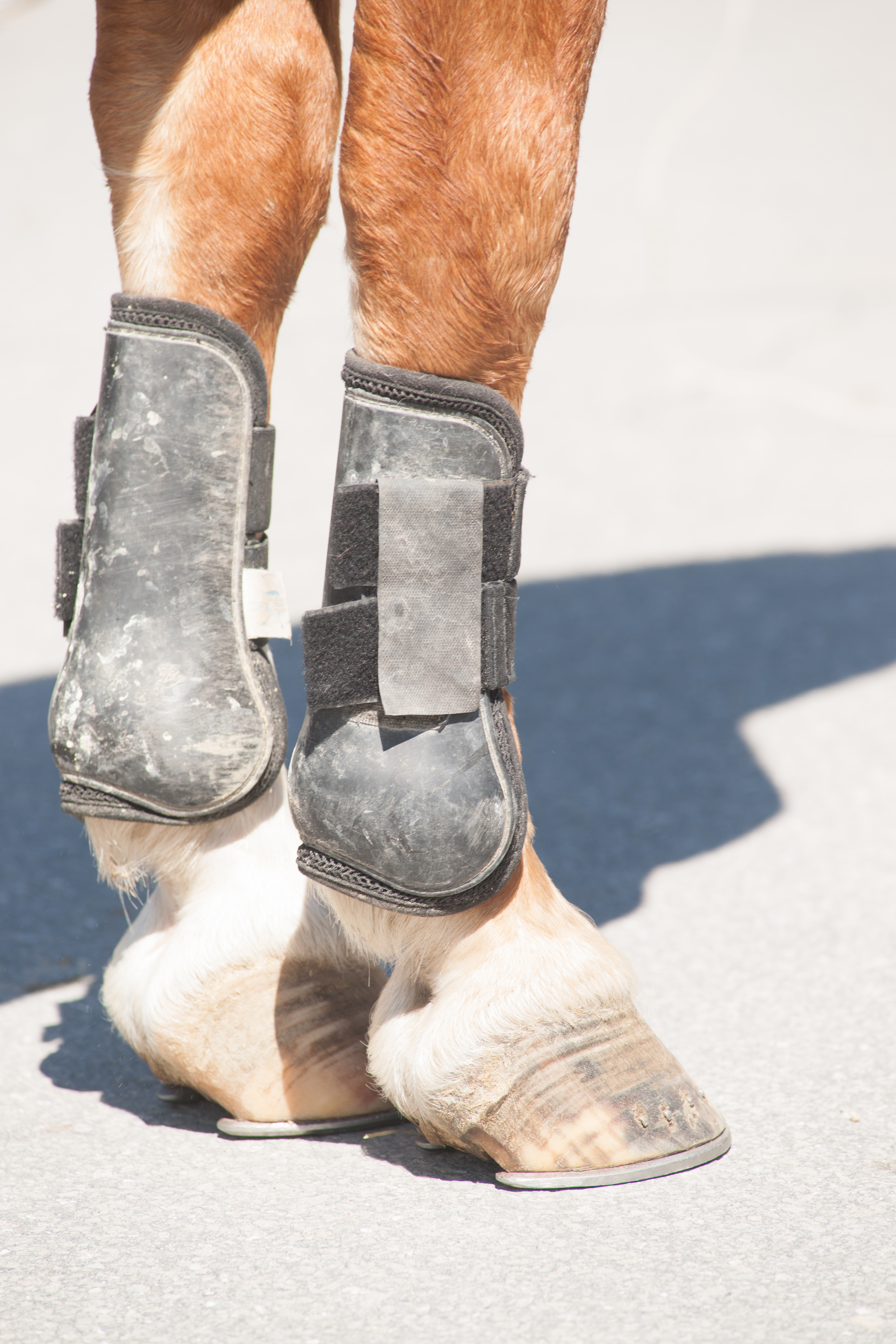
Guêtres synthétiques fermées sur les jambes d'un cheval.

On trouve sur le marché toutes sortes de guêtres. Les guêtres de protections pour le cheval sont parfois appelées simplement « protections ».
Plastique
Les guêtres en plastique sont celles le plus fréquemment utilisées. Elles se composent d'une coque plastique semi-rigide rembourrées de néoprène à fermeture velcro. Elles sont très efficaces, peu onéreuses et faciles d'entretien (uniquement nettoyage à grande eau). Par contre, leur durée de vie peut être limitée par rapport à d'autres matériaux. Il existe des guêtres fermées (la coque couvre l'intérieur et l'extérieur) et des guêtres ouvertes (la coque couvre l'intérieur uniquement).
Cuir
Les guêtres en cuir doublées de néoprène ont une durée de vie plus longue mais demandent un peu plus d'entretien. Lavage au savon glycériné et graissage régulier sont de mise, sans quoi elles se dégradent très vite.
Cuir et mouton
Les guêtres en cuir doublées de mouton retourné sont esthétiques mais difficiles d'entretien. En plus de l'entretien du cuir, la laine se salit rapidement et est difficile à nettoyer. De plus, le sable et le gravier s'accrochent facilement dans la laine, ce qui peut occasionner des irritations si le nettoyage n'est pas méticuleux. De surcroit, l'utilisation du mouton a récemment été remis en question car il retiendrait la chaleur et favoriserait l'échauffement des tendons.

### Les autres protections

#### Pour les antérieurs
Il existe aussi les protège-tendons, les bandes de polo, les cloches et les anneaux. Le choix de la protection se fait en fonction de la morphologie du cheval, de ses éventuelles particularités et de la discipline pratiquée.
Les guêtres protègent le boulet et le canon du cheval environ jusqu’à ¾ de la hauteur. Le tendon ainsi que l’os sont protégés.
Les protège-tendons quant à eux ne protègent que la partie arrière du boulet et du canon, c'est-à-dire le tendon.
Les bandes de polo, bandes de tissu épais de quelques mètres de longueur à enrouler autour des membres du cheval, sont des alternatives aux guêtres. Elles sont peu utilisées en saut d'obstacles et en cross. Elles sont moins faciles à poser que les guêtres et demandent de la pratique, surtout pour ne pas former de plis lors de la pose. Dans le cas de bandes de repos, cela peut servir à poser des soins, à l'aide de flanelles (par exemple de l'argile).
Les cloches protègent la couronne et les glomes. Elles sont généralement posées uniquement aux antérieurs, pour protéger le cheval qui se méjuge.
Les anneaux, généralement en caoutchouc avec une lanière de cuir à l’intérieur, protègent le paturon.
Les protège-boulets, posés sur les postérieurs, protègent le boulet et les protège-boulets hauts protègent aussi les ¾ du canon.

#### Pour les postérieurs

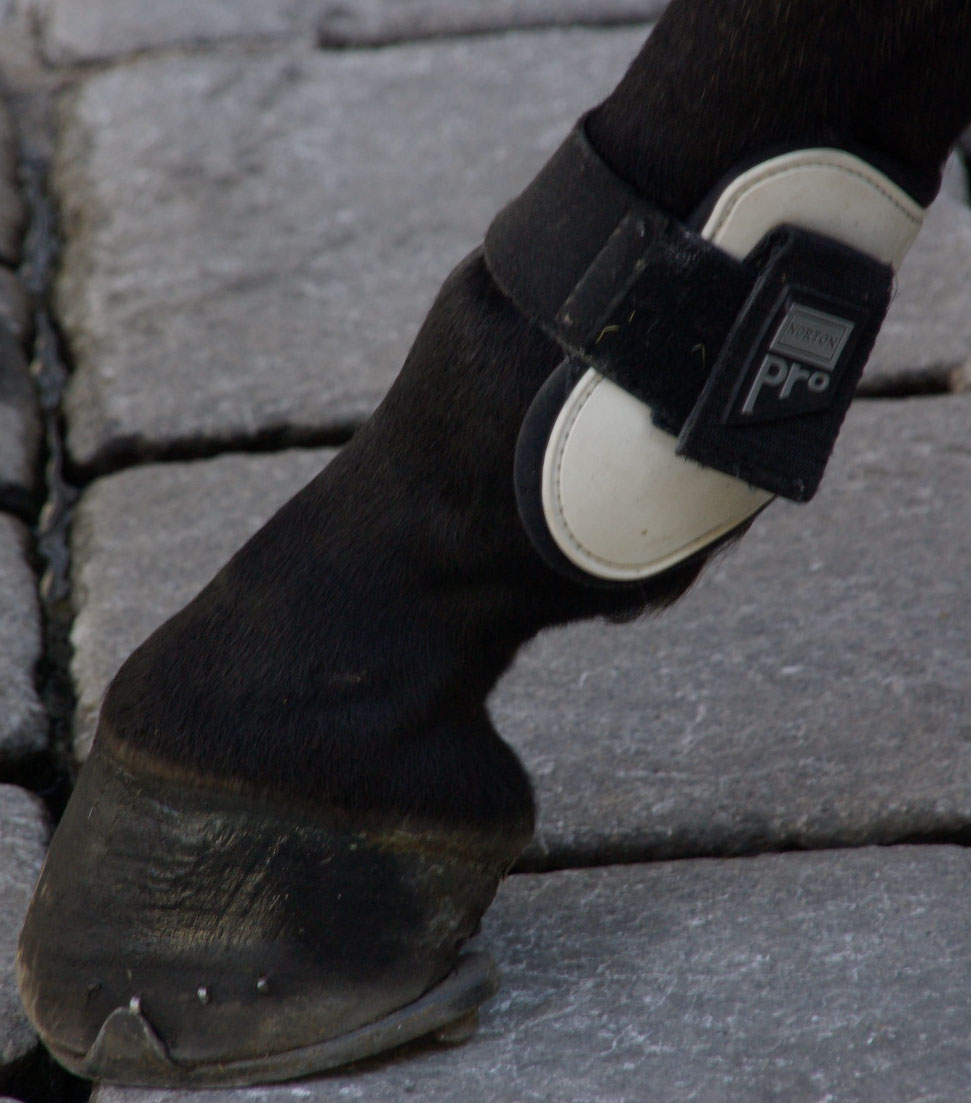
Protège boulet.

Il existe les protège-boulets (bas) et les protège-boulets hauts, les bandes de polo, les cloches et les anneaux pour le paturon.
Les protège-boulets sont de petites guêtres, les protège-boulets hauts sont des guêtres pour les postérieurs. Mis à part la position des renforts et la coupe, il n'y a pas de différence avec les guêtres.
Les bandes de polo, bandes de tissu très épais, sont des alternatives aux guêtres.
Les cloches protègent la couronne, il est extrêmement rare qu'un cheval se blesse aux glomes postérieurs.
Les anneaux s'utilisent de la même façon aux quatre membres.

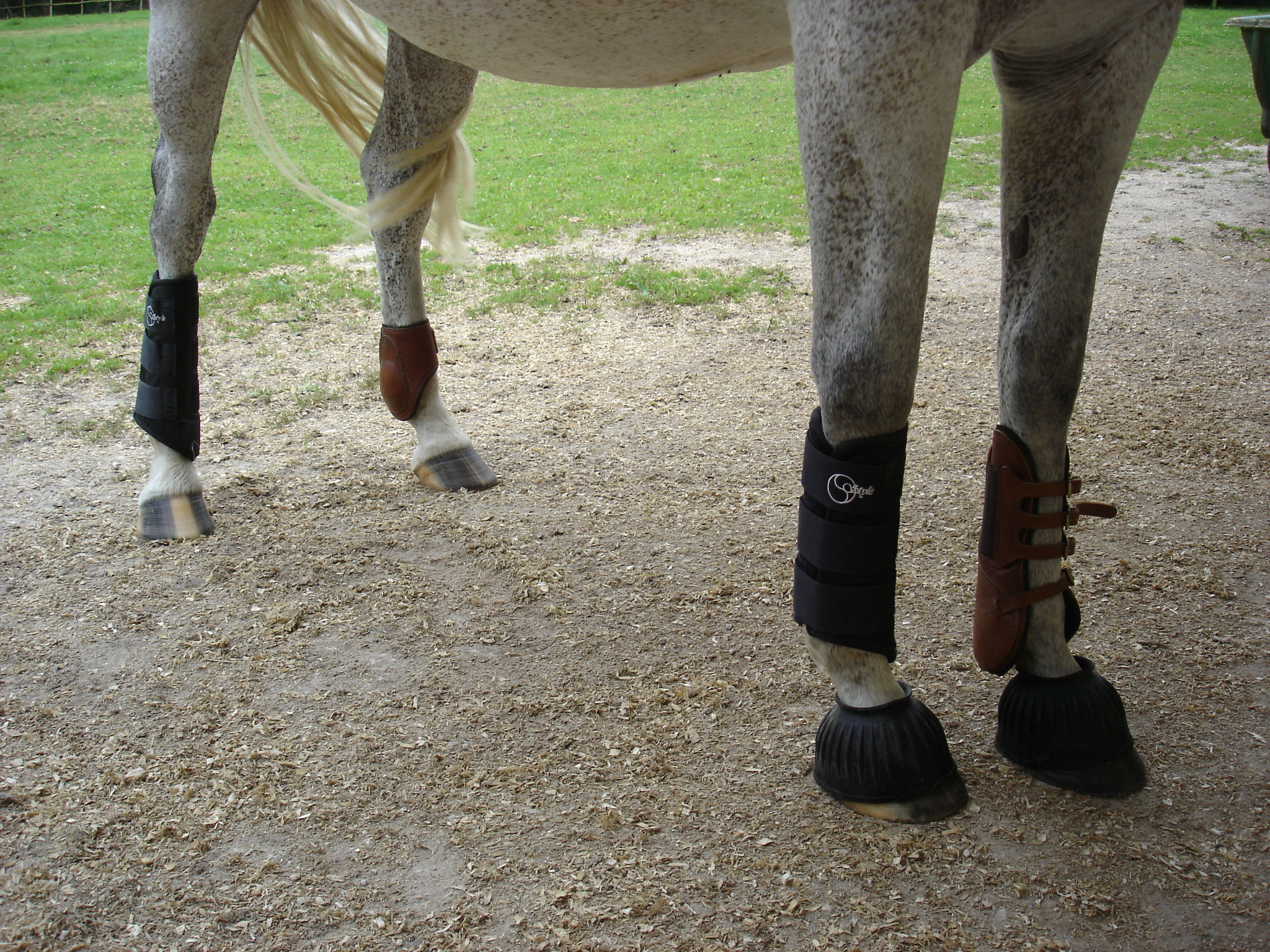
Guêtres de concours complet et de CSO.
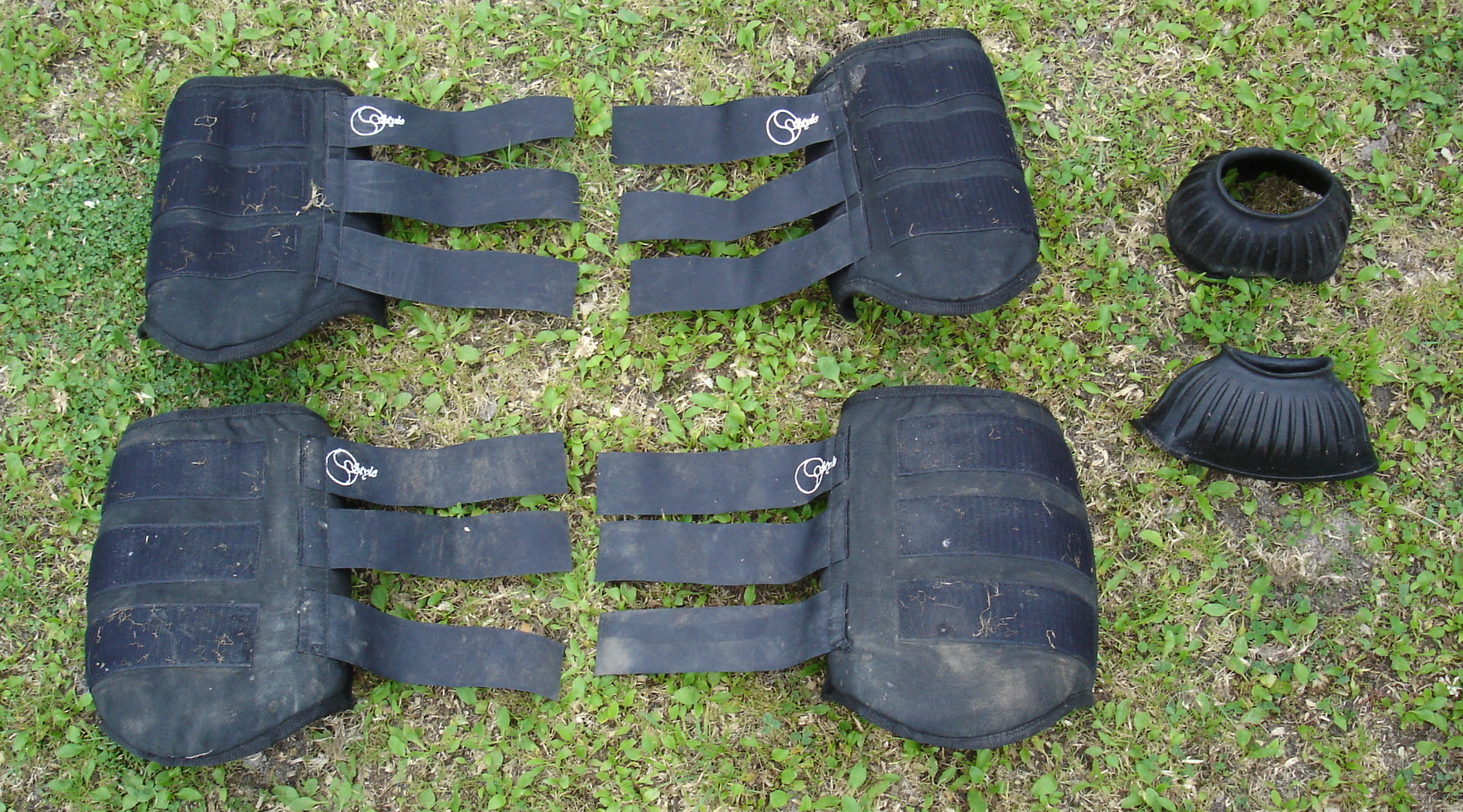
Guêtres de concours complet.
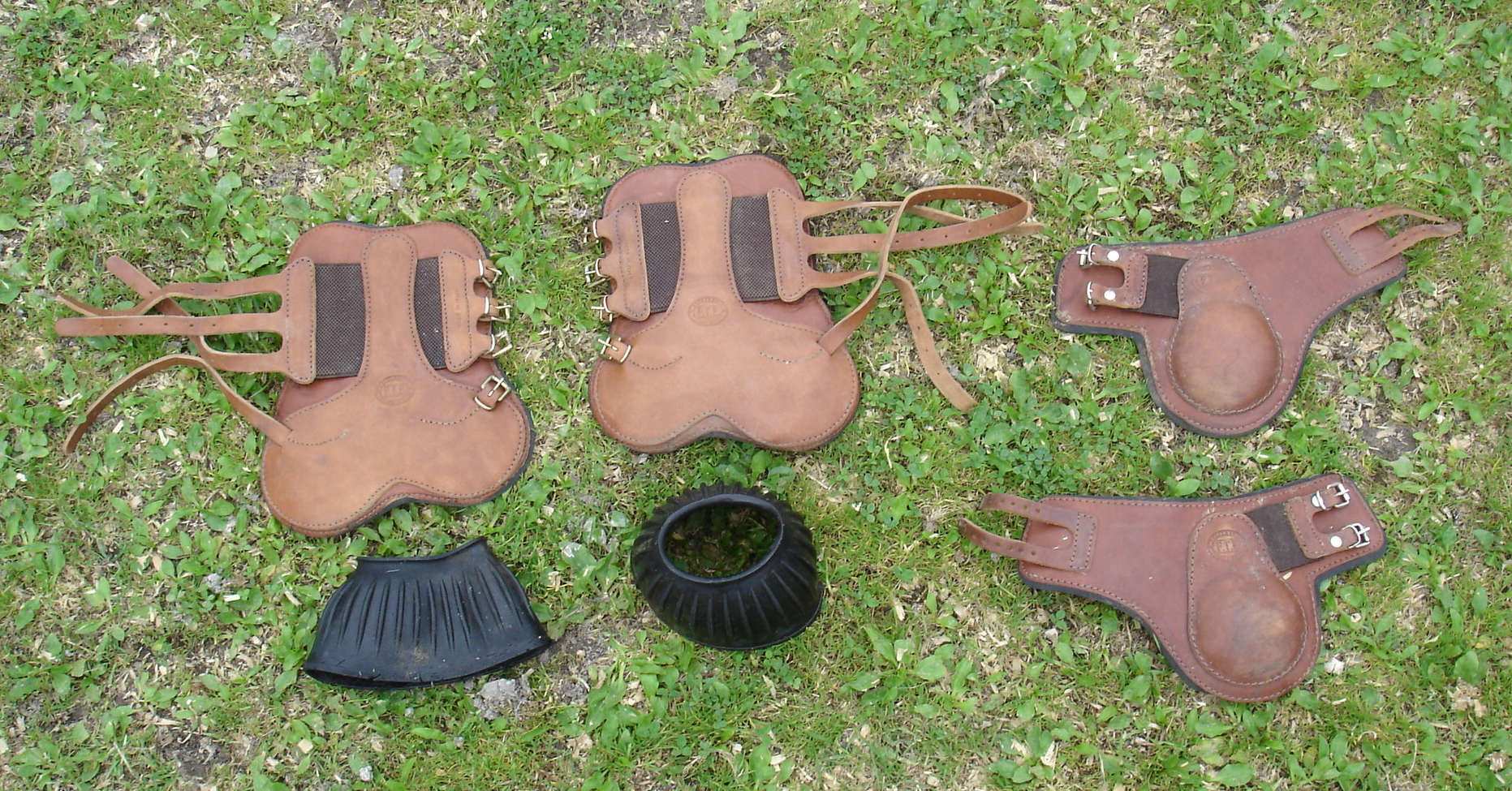
Guêtres, protèges-boulet, et cloches de CSO.

## En randonnée

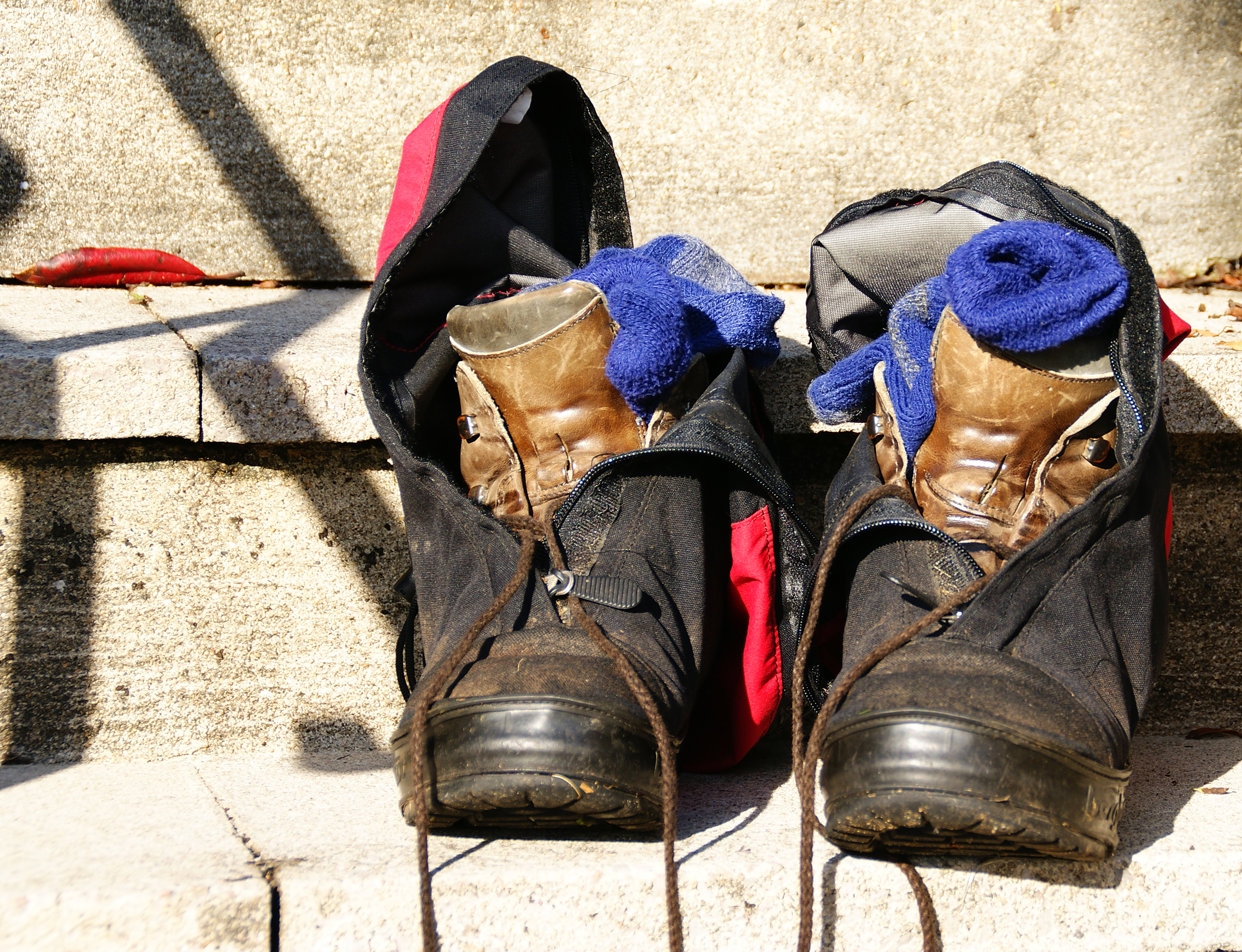
Randonnée : la pause. Séchage de l'équipement des pieds avec les guêtres.

Les guêtres, pour le cavalier, sont également employées dans les sports d'extérieur tels que la randonnée, la course d'orientation ou lors de grands jeux afin d'éviter par temps humide que de la boue ou la neige n'entre dans les chaussures ou ne salisse le bas des jambes.
Pour le cheval, il est souvent préférable (sauf raison particulière), de ne pas mettre de protections sur les membres en extérieur, afin d'éviter l'échauffements du membre (sur les longues sorties) ; et surtout d'éviter que les cailloux, petits bouts de bois, boue séchée et autres particules naturelles ne se coincent et blessent le membre.

## En danse
En danse, les guêtres sont utilisées pour les échauffements. Elles sont positionnées sur le chausson en haut de cheville ou sur le mollet. Il existe des modèles où il y a un trou au niveau du talon pour mieux faire tenir la guêtre et ne pas glisser.